# 리우데자네이루
리우데자네이루(브라질 포르투갈어: Rio de Janeiro 히우지자네이루 [ˈʁi.u d(ʒi) ʒaˈnejɾu], '1월의 강')는 브라질 남동부 대서양 연안에 자리한 도시로 리우데자네이루주의 주도이다. 줄여서 리우(Rio, 리오, 히우)라고도 불린다. 1808년부터 1960년까지 포르투갈 왕국, 포르투갈 브라질 알가르브 연합왕국, 브라질 제국, 브라질 합중국의 수도였다. 쇼로, 삼바, 보사노바와 같은 음악이 시작된 곳으로 유명하다.

## 명칭
"Rio de Janeiro"는 브라질 포르투갈어로 "1월의 강"이라는 뜻이며, 발음은 "히우지자네이루"[ˈʁi.u d(ʒi) ʒaˈnejɾu]이다. 별명으로는 "Cidade Maravilhosa"라고도 불리며, "아름다운 도시"라는 뜻이다. 리우데자네이루를 노래하는 곡인 안드레 필류의 리우데자네이루 찬가가 알려져 있다.
포르투갈어로 도시 이름을 읽고 쓸 때 단어 앞에 문법적 성에 따른 정관사를 붙이는 경우가 있으며, 리우데자네이루도 이에 포함된다. 따라서 리우데자네이루는 반드시 남성형의 정관사인 "o"를 붙이게 되며, 보통 "o Rio de Janeiro"라는 남성형으로 불린다. 하지만, 도시 이름이 긴 편에 속하기 때문에, 보통 약칭으로 장거리 버스나 항공기의 목적지 표시 등에서 단순히 "리우"(Rio)로 단축된 표기를 사용한다. "RJ"라고 줄여부르기도 하나 이는 보통 리우데자네이루주를 일컫는다.
카리오카(브라질 포르투갈어: Carioca)는 리우데자네이루와 관련된 것들을 부를 때 쓰는 데모님이다.

## 역사
1502년 1월 포르투갈 출신의 항해자가 상륙했을 때 구아나바라 만을 강의 하구로 잘못 알고 "1월의 강"이라는 뜻을 가진 리우데자네이루라 이름지었다. 이것이 후에 주와 도시의 이름이 되었다.
1565년에 식민지 지배를 위하여 유럽에서 건너온 포르투갈인에 의해서 건설되었으며, 17세기까지의 리우데자네이루는 설탕의 재배와 설탕 공장이 있는 작은 항구 도시에 불과했다. 그러나 18세기 전반에 내륙에 위치한 미나스제라이스주 주변에서 금광이 발견되었다. 이후 리우는 금을 포르투갈 본국으로 실고가는 항구 도시로 발전하게 되었다.
1822년 브라질 독립 이후, 1960년에 브라질리아로 수도를 이전할 때까지 브라질의 수도였다. 또한 1808년에 나폴레옹에게 포르투갈 본국 영토를 빼앗긴 포르투갈 왕실이 리우데자네이루로 수도를 이전하고 포르투갈 브라질 알가르브 연합왕국을 선포하면서 포르투갈 왕국의 수도가 되었다. 포르투갈에서 반란이 일어난 이후 국왕인 주앙 6세가 포르투갈로 돌아가게 되면서 포르투갈의 수도 지위를 상실하게 되었다. 그러나 1년후 포르투갈 왕세자 페드루가 스스로를 브라질 제국의 황제라 자칭하고 독립을 선포하면서 리우데나제이루는 브라질의 수도가 되었다.
1889년 페드루 2세의 퇴위와 공화국 선언으로 브라질 제국이 폐지되고 브라질 합중국이 건국된 이후에도 리우데자네이루는 브라질의 수도로써 기능했다. 1930년까지 브라질 합중국은 리우데자네이루에 신시가지를 건설하는데 집중했다. 이 과정에서 도시에서 쫓겨난 사람들은 파벨라에서 터전을 일궈나갔다. 바르가스 시대 동안 리우는 그의 새로운 국가 정책에 부합하도록 개조되었다.
1956년 주셀리누 쿠비체크가 수도를 이전할 계획을 발표하고 나서 1960년 4월 21일에 브라질리아를 브라질의 새 수도로 지명하면서 리우데자네이루는 브라질 행정 중심지로서의 기능을 상실하였다. 1975년에 구아나바라 주와 기존의 리우데자네이루 주가 합쳐진 새로운 리우데자네이루주에 속하게 되면서, 니테로이를 대신해 새로운 리우데자네이루 주의 주도되었다.
2012년, 유네스코에 의해서 리우데자네이루가 보유한 세계적 휴양지 코파카바나·이파네마 해변, 1961년 국립공원으로 지정된 티주카 국립공원, 1808년 설립된 리우데자네이루 식물원 등이 코르코바두 산, 구아나바라 만 주변 언덕과 함께 "리우 데 자네이루：산과 바다 사이의 카리오카 경관"(영어: Rio de Janeiro: Carioca Landscapes between the Mountain and the Sea)이라는 이름으로 세계문화유산에 등재되었다.

## 주민
2010년 브라질 국립통계원(IBGE)의 인구 조사에 따르면, 리우데자네이루에 거주하는 인구 수는 약 5,940,224 명이었다. 이를 인종별로 세부적으로 구분하면, 백인(51.2%), 파르도(36.5%), 흑인(11.5%), 동아시아인(0.7%), 인디오(0.1%)으로 분류된다. 성별 비율은 53.2%가 여성이며, 나머지 46.8%가 남성이다.
리우데자네이루는 브라질에서 상파울루 다음으로 인구가 많은 도시이다.
2009년 제툴리우 바르가스 기업 경영 학교(Fundação Getúlio Vargas)의 조사에 따르면, 리우데자네이루 시민의 약 51.09%는 로마 가톨릭을 신봉한다.
| 종교             | 퍼센트 | 인구      |
| 로마 가톨릭교    | 51.09% | 3,229,192 |
| 개신교           | 23.37% | 1,477,021 |
| 무종교           | 13.59% | 858,704   |
| 정신주의         | 5.90%  | 372,851   |
| 기타 토속종교    | 1.29%  | 72,946    |
| 유대교           | 0.34%  | 21,800    |
| 출처: IBGE 2010. |        |           |

리우데자네이루의 도시 문제로서 상당한 빈부 격차를 들 수 있다. 리우데자네이루에는 상당한 빈민가인 파벨라가 분포해있으며, 다른 지역에 비해서 마약 중독이나 살인 같은 범죄 비율이 높으며, 다른 지역의 사는 주민에 비해 교육 수준이 낮다.
- 레블론 - (HDI: 0.967; 노르웨이와 거의 비슷함)
- 방구 - (HDI: 0.794; 아르헨티나와 거의 비슷함.)

브라질 전체의 HDI는 0.755 정도였으며, 광역 자치 단체인 리우데자네이루 주는 0.761 정도를 기록하였다. 도시인 리우데자네이루 시의 HDI는 0.800 정도였다.

## 지리
시간대는 UTC-3(여름에는 UTC-2)에 속한다.

### 기후
쾨펜의 기후 구분으로는 사바나 기후(Aw)에 속한다. 여름인 12월부터 3월까지는 비가 많고, 기온도 가장 높아진다. 반면, 7월과 8월은 겨울이며 강수량이 적고 기온도 다소 낮아지지만, 아열대 기후에 속하기 때문에 연간으로 온난한 기후를 유지하고 있다. 연평균 기온은 23°C이며, 연간 평균 강수량은 1175 mm이다.
| 리우데자네이루의 기후                                                       | 리우데자네이루의 기후 | 리우데자네이루의 기후 | 리우데자네이루의 기후 | 리우데자네이루의 기후 | 리우데자네이루의 기후 | 리우데자네이루의 기후 | 리우데자네이루의 기후 | 리우데자네이루의 기후 | 리우데자네이루의 기후 | 리우데자네이루의 기후 | 리우데자네이루의 기후 | 리우데자네이루의 기후 | 리우데자네이루의 기후 |
| 월                                                                          | 1월                   | 2월                   | 3월                   | 4월                   | 5월                   | 6월                   | 7월                   | 8월                   | 9월                   | 10월                  | 11월                  | 12월                  | 연간                  |
| --------------------------------------------------------------------------- | --------------------- | --------------------- | --------------------- | --------------------- | --------------------- | --------------------- | --------------------- | --------------------- | --------------------- | --------------------- | --------------------- | --------------------- | --------------------- |
| 일평균 최고 기온 °C (°F)                                                    | 29 (84)               | 30 (86)               | 29 (84)               | 28 (82)               | 27 (81)               | 25 (77)               | 26 (79)               | 26 (79)               | 25 (77)               | 26 (79)               | 27 (81)               | 29 (84)               | 27 (81)               |
| 일일 평균 기온 °C (°F)                                                      | 26 (79)               | 27 (81)               | 26 (79)               | 24 (75)               | 23 (73)               | 22 (72)               | 21 (70)               | 22 (72)               | 22 (72)               | 23 (73)               | 24 (75)               | 25 (77)               | 24 (75)               |
| 일평균 최저 기온 °C (°F)                                                    | 23 (73)               | 23 (73)               | 23 (73)               | 22 (72)               | 21 (70)               | 19 (66)               | 18 (64)               | 19 (66)               | 19 (66)               | 20 (68)               | 22 (72)               | 22 (72)               | 21 (70)               |
| 평균 강수량 mm (인치)                                                       | 114 (4.5)             | 104 (4.1)             | 104 (4.1)             | 137 (5.4)             | 86 (3.4)              | 81 (3.2)              | 56 (2.2)              | 51 (2.0)              | 86 (3.4)              | 89 (3.5)              | 97 (3.8)              | 170 (6.7)             | 1,175 (46.3)          |
| 평균 월간 일조시간                                                          | 195.3                 | 214.6                 | 195.3                 | 165.0                 | 170.5                 | 156.0                 | 182.9                 | 179.8                 | 138.0                 | 158.1                 | 168.0                 | 161.2                 | 2,084.7               |
| 출처: The Weather Channel, Hong Kong Observatory for data of sunshine hours |                       |                       |                       |                       |                       |                       |                       |                       |                       |                       |                       |                       |                       |

## 경제
상파울루에 이어서 브라질 제2의 경제 규모를 가진 도시이다. 브라질 국립통계원(IBGE)의 자료에 따르면, 브라질 전체 GDP의 5.1%를 생산하는 도시이다.
2010년 기준으로, 리우데자네이루의 1인당 GDP는 약 16,690 달러 정도이다.

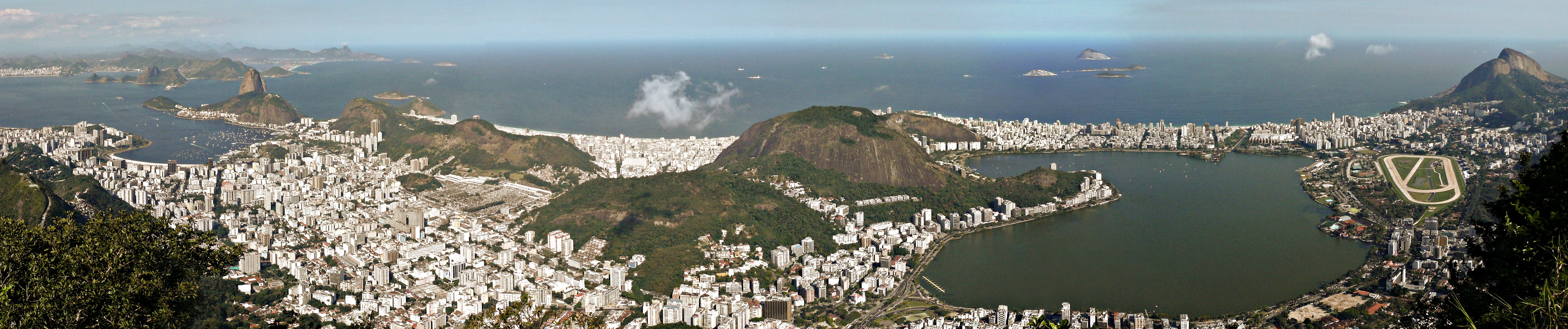
도시의 남쪽의 파노라마

## 문화

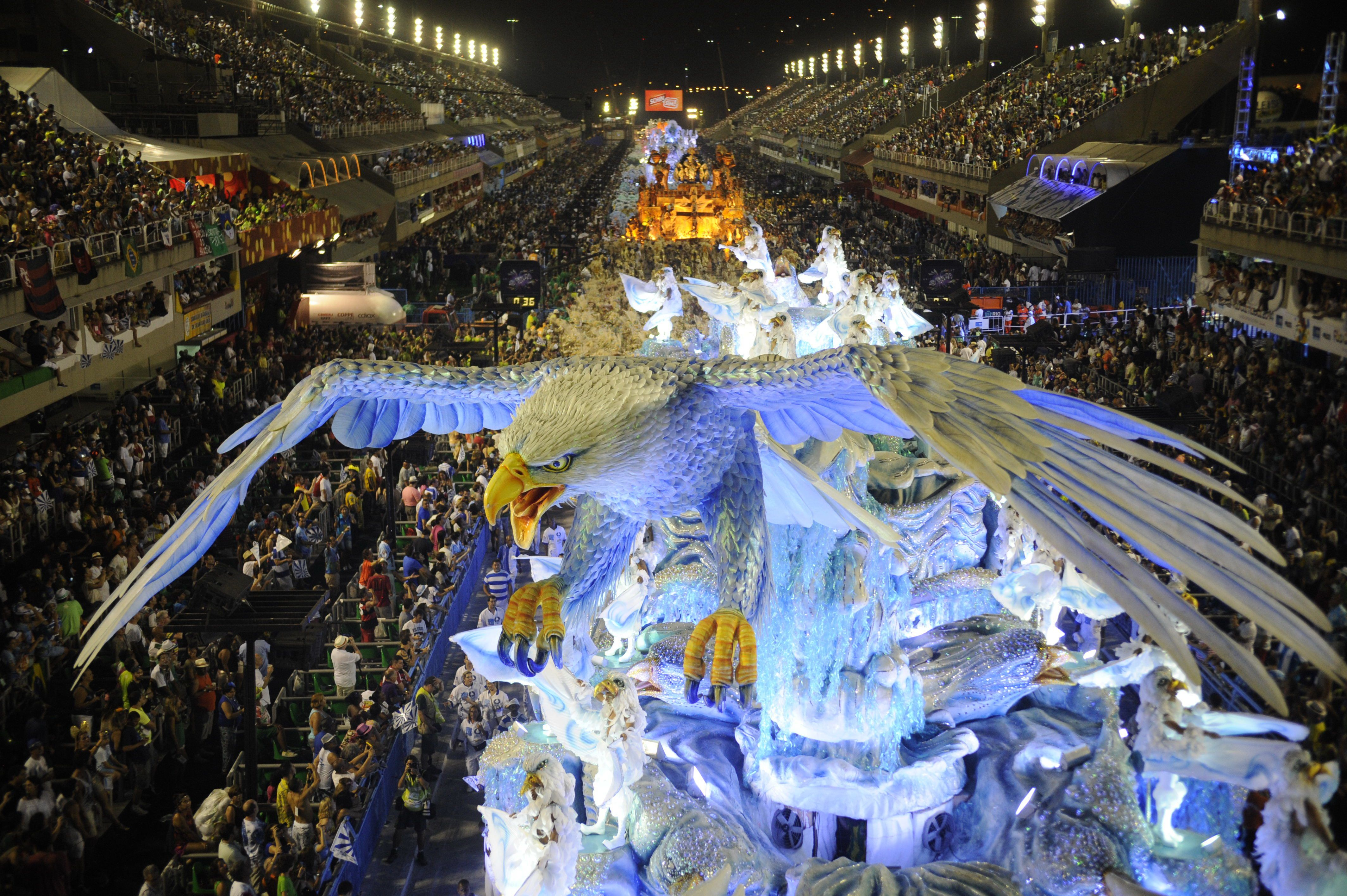
카니발

### 카니발
리우데자네이루에서 개최되는 카니발은 브라질에서는 말할 것도 없고, 세계적으로 손꼽히는 축제이다. 리우의 카니발은 포르투갈에서 넘어온 가톨릭 전통의 사육제 축제에서 유래하였다.

### 스포츠
브라질의 다른 도시와 마찬가지로 축구가 가장 인기가 높은 스포츠이다. 리우데자네이루를 연고지로 하는 프로 축구 구단에는 보타포구 FR, CR 플라멩구, 플루미넨시 FC, CR 바스쿠 다 가마, 마두레이라 EC, 방구 AC 등이 있다.
또한, 해변을 끼고 있는 도시인 만큼 비치사커, 비치발리볼, 서핑, 요트 등도 인기가 높은 스포츠이다.
리우데자네이루에는 브라질 축구의 성지로 불리는 이스타지우 두 마라카낭 경기장이 위치해 있으며, 이곳에서 1950년 FIFA 월드컵·2013년 FIFA 컨페더레이션스컵·2014년 FIFA 월드컵 결승전이 열렸다.
또한 리우데자네이루는 주요 국제 종합 스포츠 경기 대회로서, 2007년 팬아메리칸 게임과 2011년 세계 군인 체육 대회, 2016년 하계 올림픽, 2016년 하계 패럴림픽을 개최하였다.

## 관광지
- 11월 15일 광장
- 코파카바나 해안
- 이파네마 해안
- 구세주 그리스도상
- 이스타지우 두 마라카낭
- 팡지아수카르 산
- 시립식물원
- 리우-니테로이 교

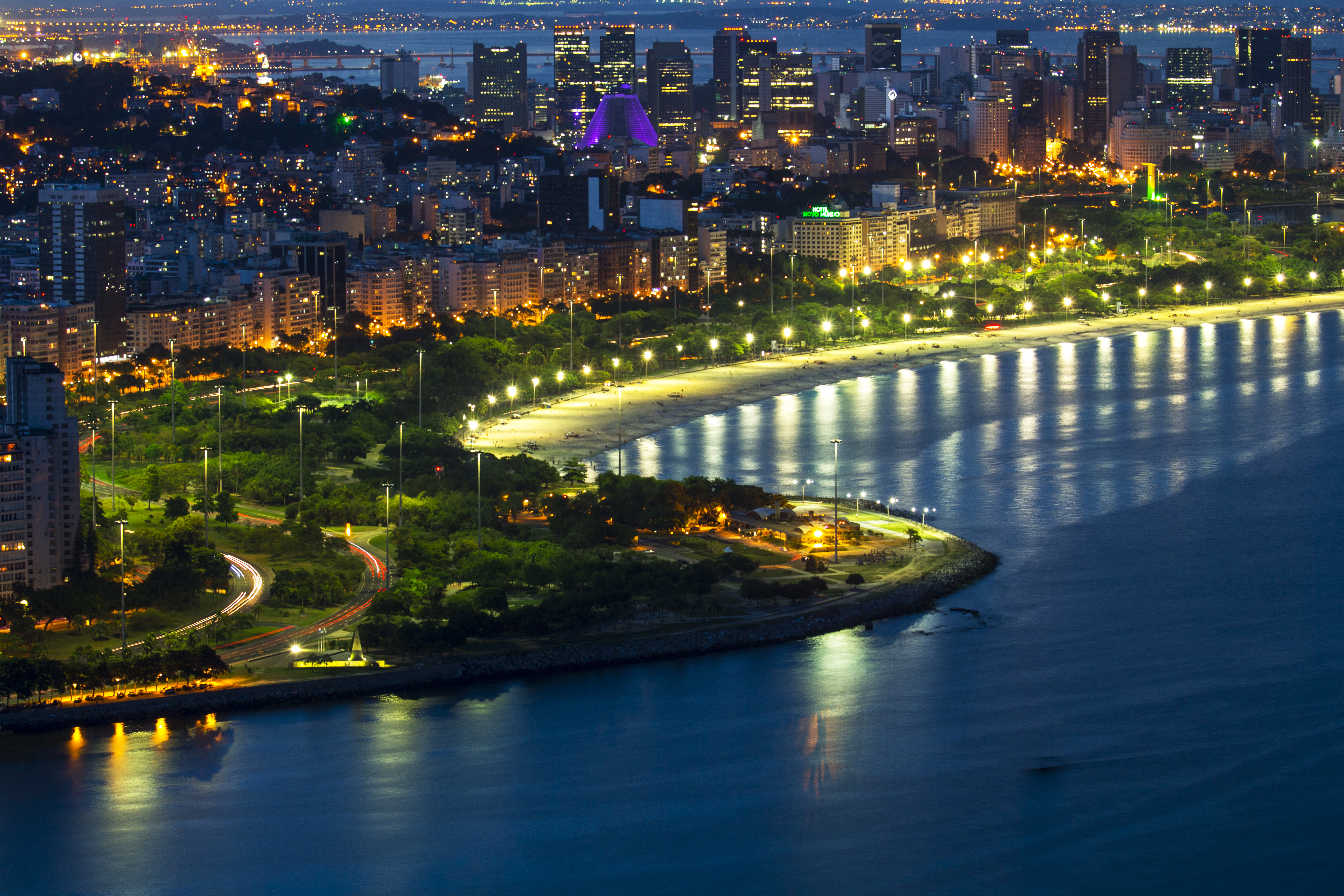
리우데자네이루

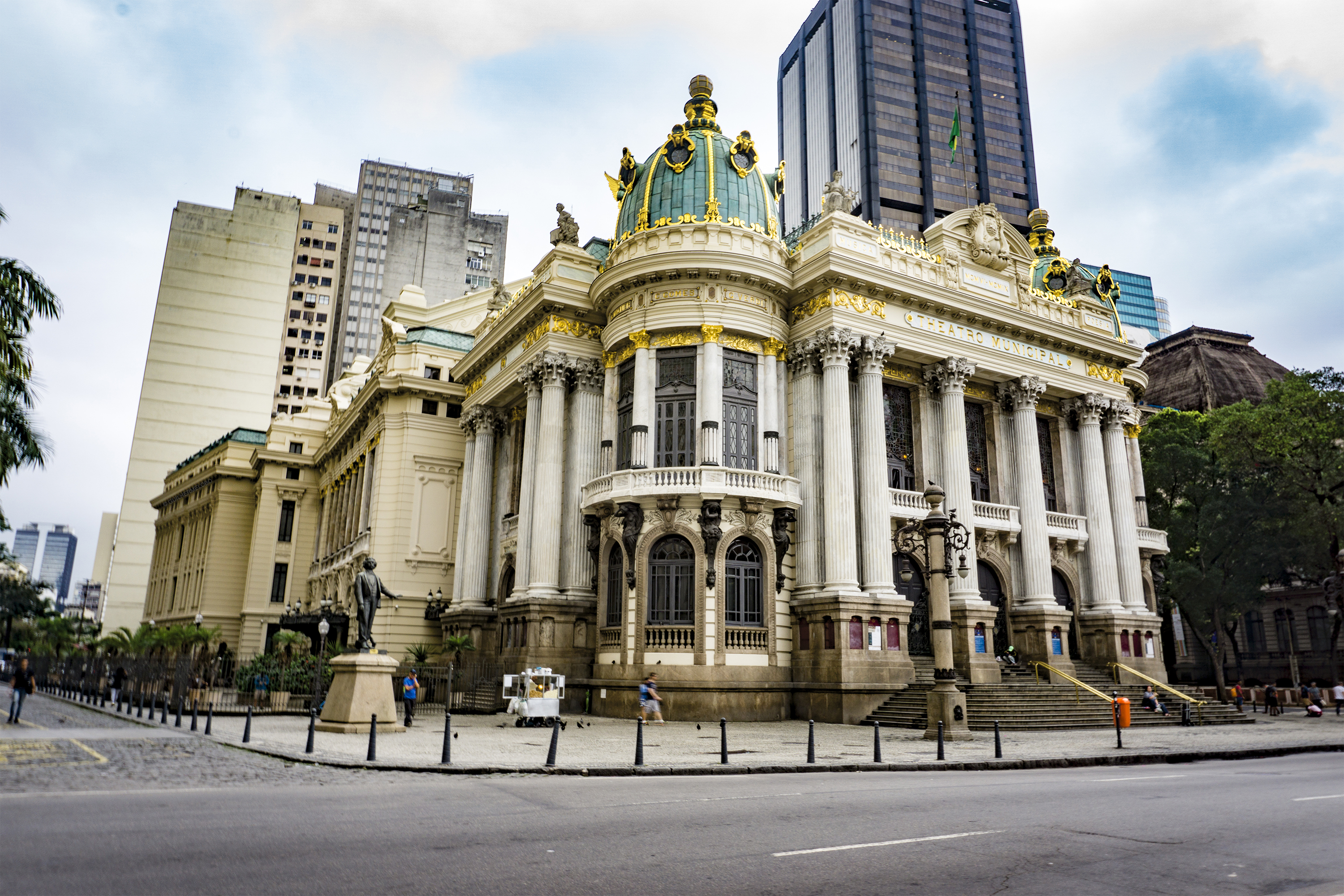
극장

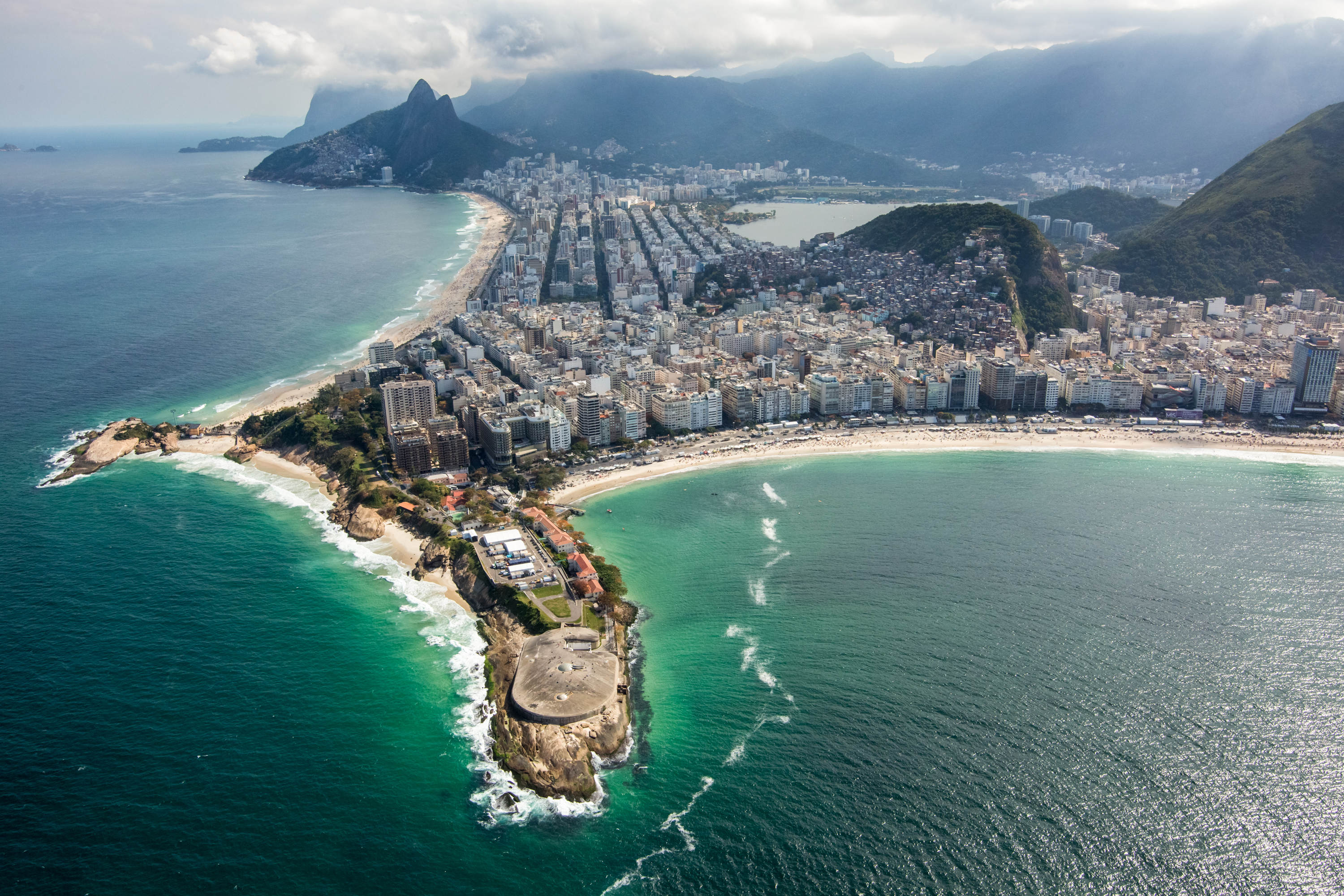
코파카바나

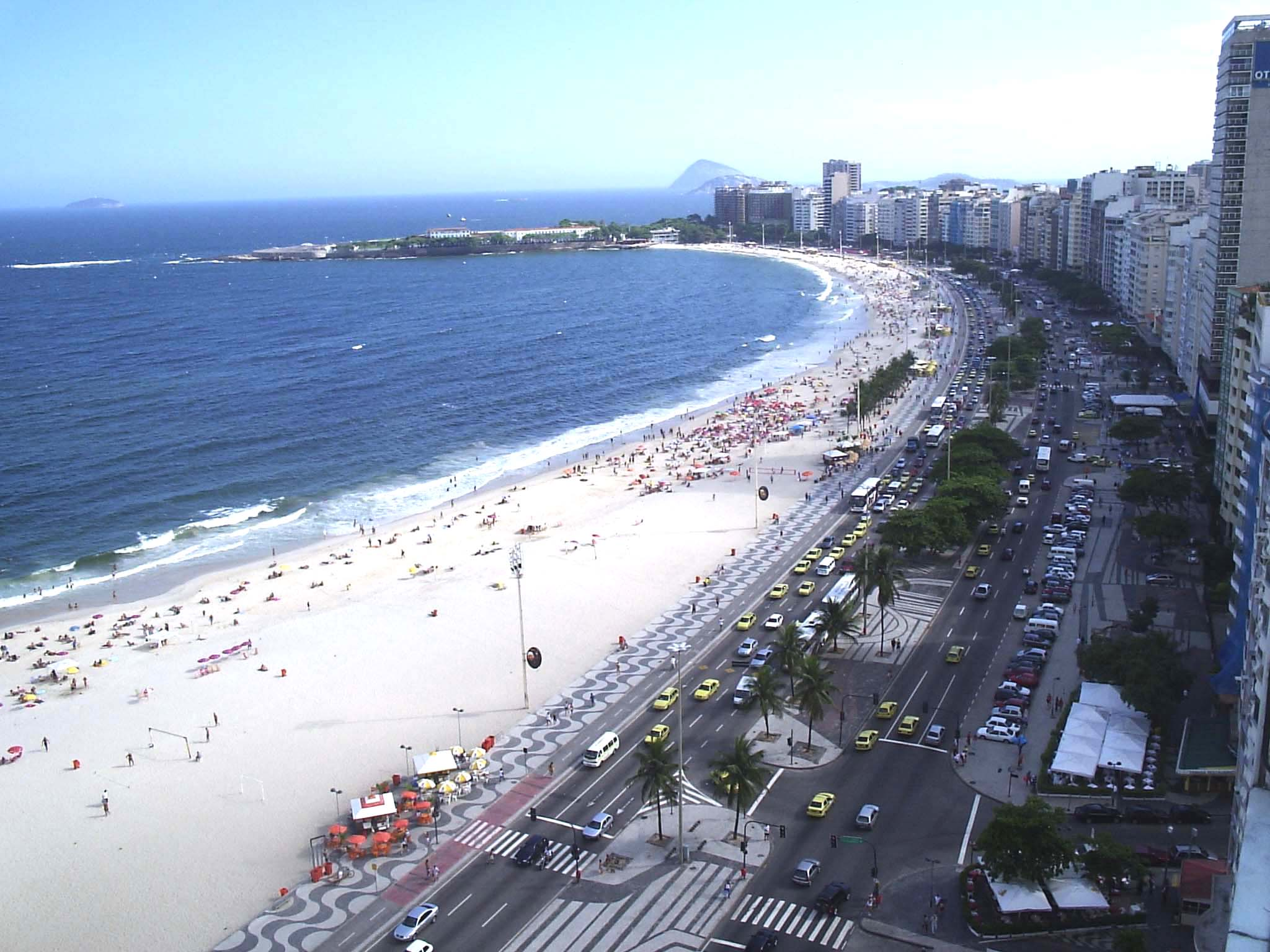
코파카바나 해변

리우의 해안 경관은 상당히 수려하며, 나폴리, 시드니와 더불어 세계 3대 미항의 반열에 올라 있다. 따라서 카니발 뿐 아니라 이 수려한 해안선을 보러 찾아오는 관광객도 상당수이다.